# ナーフ
ナーフ（NERF）とはアメリカのハズブロ社が製造・販売する、銃型の玩具。1992年以降に発売されたダーツ型を主に記載する。

## 概要
色鮮やかでSF的な外観の、銃の形をした「ブラスター」と呼ぶ玩具である。発泡ウレタンの先端に軟質樹脂の弾頭を付けたダーツと呼ばれる弾を発射する。発射動力はバネによる空気圧を利用したものと、ピッチングマシンのようなローラーによって押し出すタイプなどが存在する。
米国では玩具の銃は実銃と区別するために銃口などをオレンジにすることが求められているため、ナーフは必ず銃口部分のパーツが鮮やかなオレンジで成形され、それに合わせて本体もカラーリングされる。
バレル、ストック、レールマウントに取り付けられるオプションが存在し、基本的に互換性がある。本体が対応していれば別のナーフの部品を取り付け、オリジナルのナーフにカスタマイズしていくこともできる。

## ダーツによる違い

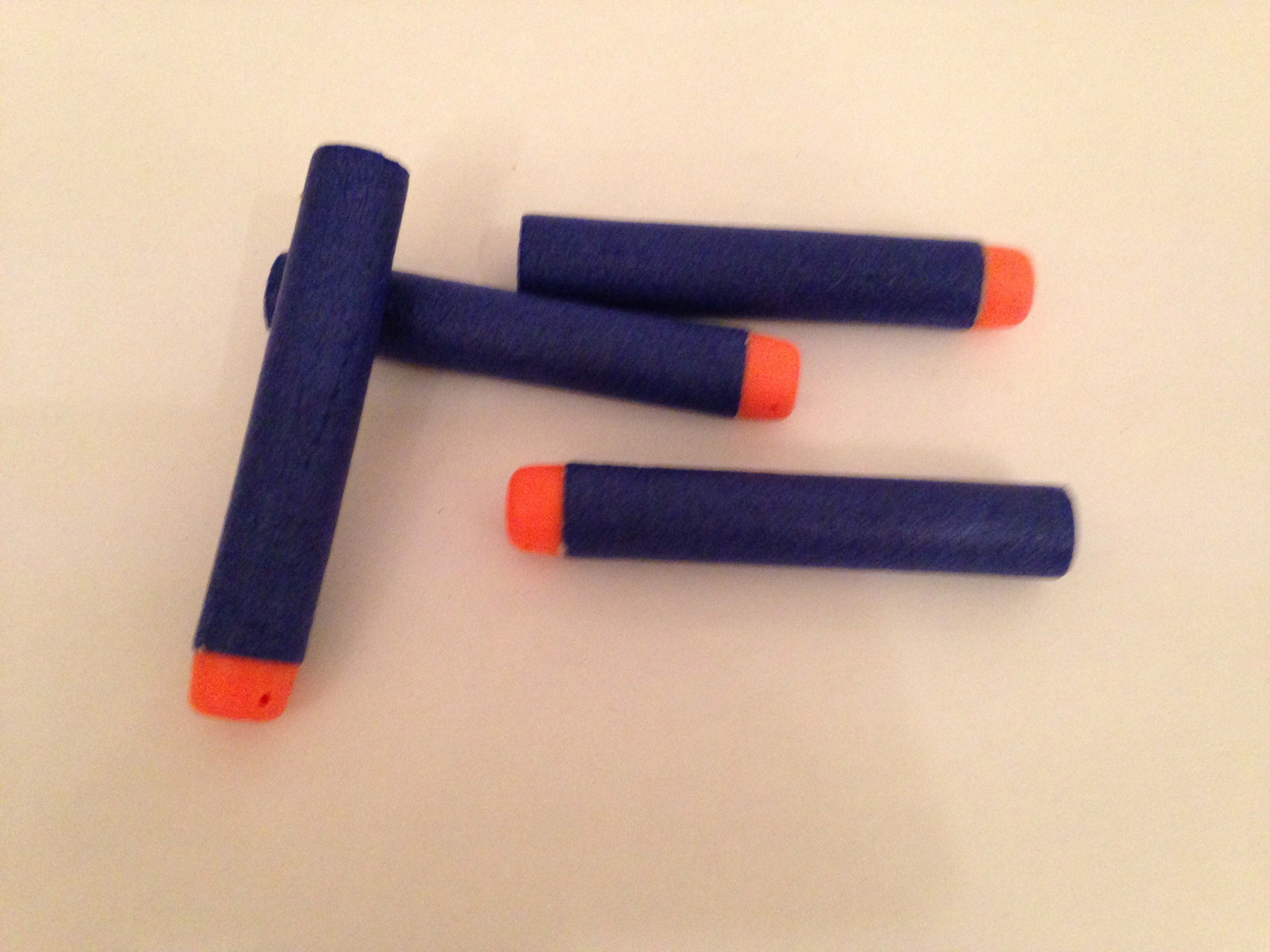
エリートダーツ

現在日本で流通しているものは主にN-ストライクエリートと呼ばれるシリーズが主流で、スポンジ部分が青色のエリートダーツと呼ばれるダーツを使用しており、ほぼすべてのN-ストライクエリートシリーズのナーフと互換性がある。ただし同じN-ストライクという名称がついているが、メガと呼ばれる、銃身のボディカラーが赤で、ダーツのスポンジ部分が赤色でひと回り大きいものがあり、これはダーツそのものやマガジンの互換性はない。販売国の安全基準などの違いから米国内やヨーロッパなどで販売されるモデル（トリガーがオレンジ色のもの）と日本などで販売されるモデル（トリガーが灰色）とでは使用するバネやモーターの強さなどに差がある。日本国内モデルでは、最長飛距離は公称15メートルとなっていた。2018年3月31日をもってタカラトミーでの取り扱いが終了しハズブロでの取り扱いが開始された。それにより、米国内などで販売されるモデル（トリガーがオレンジ色のもの）と同じものが販売されるようになった。
過去にはダートタグ（Tagger Micro Whistler Dart）、ソニックダーツ（Whistler Dart）、マイクロダーツ（Micro Dart）、ストリームダーツ（Streamline Dart）といったダーツがあり、ナーフのによって使用できるダーツが異なっていた。このうちストリームダーツはエリートダーツと大きさ的に互換性があるが、飛距離は落ちる。
エリートダーツでもナーフレベル（女子用）やモジュラス(白色）、ゾンビストライクのように別コンセプトとして展開しているものがあり、付属しているダーツの色は通常エリートダーツのものと異なるが規格上は同じものである。
また、ダーツではなくゴルフボールのようにディンプルの付いたスポンジボールを使用し、通常のNERFよりも高い初速で発射するスポーツシューティングトイ「ライヴァル（RIVAL）」シリーズも展開。こちらは基本的に赤および青の2色で、色によってチームを分け対戦することを念頭に置いている。
特殊なものでは軟質樹脂の鏃を持った矢を使うものもあるが、ごく少数に留まっている。
過去にはフリスビー状の円盤を発射する「ボルテックス（VOLTEX）」シリーズも存在した。ダーツよりも飛距離が長く、銃口が円形ではなく横長の長方形となる独特のデザインで「光線銃」的なイメージを売りにしていたが、ダーツほどに市民権を得ることができず販売を終了した。

## その他の展開
「ナーフ」ブランドを使用して、ブラスター以外の商品も展開している。
「スーパーソーカー」はナーフ同様にSF的なデザインを持った水鉄砲のサブブランドである。
その他に、軟質のウレタン樹脂でできた剣や斧などの白兵戦武器、ボールなどのスポーツ用品にもナーフの名で販売されているものがある。

## 類似製品
ハズブロ社以外からも、ナーフに類似したスポンジダーツを発射するブラスターが発売されている。
- BOOMco.
- X-SHOT
- Dart Zone
- Air Warriors
- Huntsman

## ギャラリー

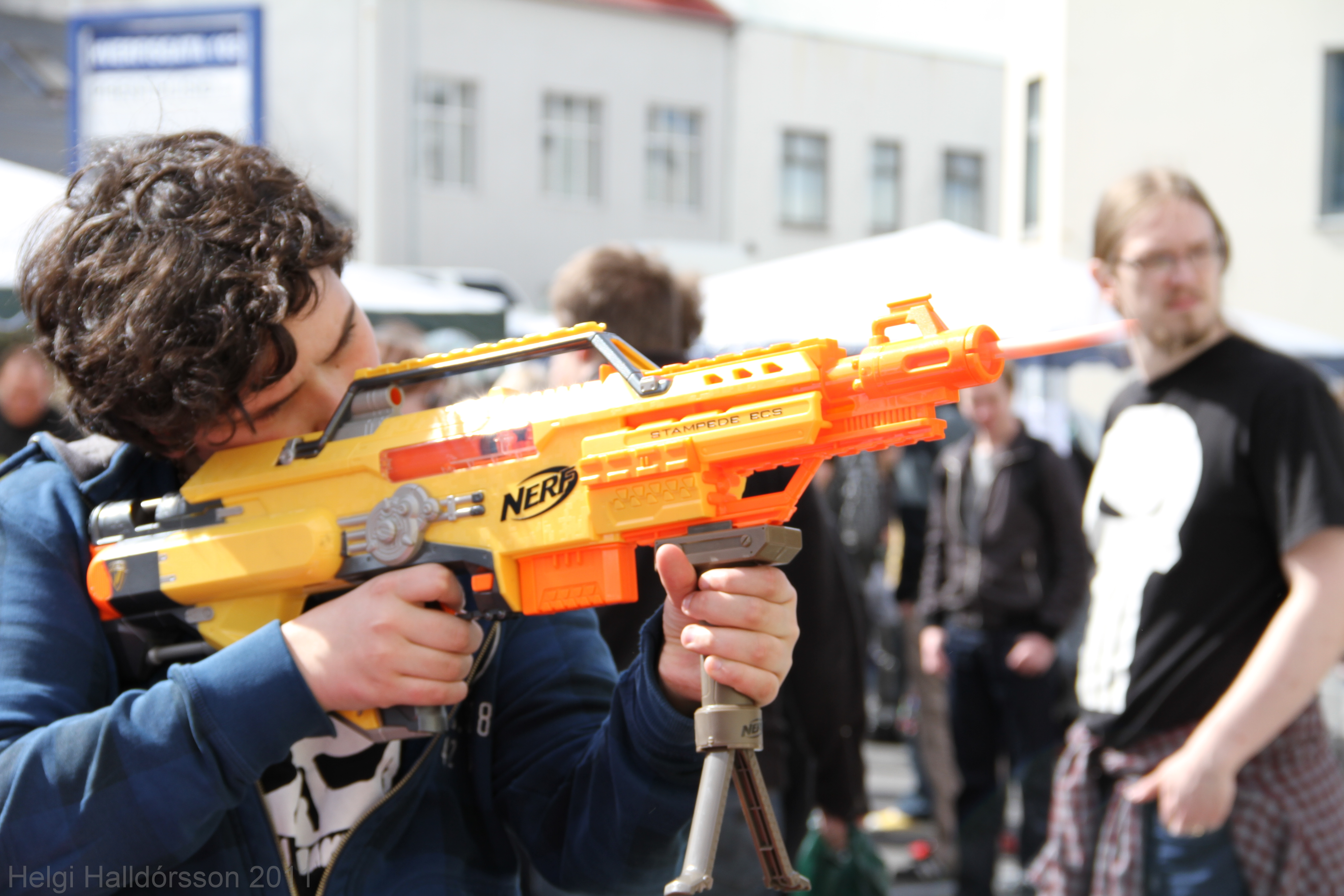
ナーフを撃つ少年